# 시노
시노(茨乃, 1987년 11월 17일 ~ )는 일본의 일러스트레이터이다. 혈액형은 B형.

## 주요 작품

### 삽화
- 신이 없는 일요일 (《후지미 판타지아 문고》, 원작: 이리에 키미히토)
- 빙글빙글 크로키 (《전격 문고》, 원작: 와타나베 코마)
- 팽귄 서머 (《이치진샤 문고》, 원작: 무츠즈카 아키라)
- 클락워크・플라넷 (《고단샤 라노베 문고》, 원작: 카미야 유우・히마나 츠바키)
- 랜스・앤드・마스쿠스 (《포니캐년 BOOKS》, 원작: 코야스 히데아키)

### 앤솔로지
- 러키☆스타 코믹 알라카르테 ~브릴리언트☆스타~ (《월간 콘프 에이스》)

### 일러스트
- 사계 (가을) (간간 ONLINE, 2008년 10월 2일)